# Janine Boissard
Pour les articles homonymes, voir Boissard.
Janine Boissard, née le 18 décembre 1932 à Paris 7e, est une femme de lettres française, auteur notamment de L’Esprit de famille, en plusieurs tomes, ainsi que d’autres romans, et d’une autobiographie : Vous verrez… vous m’aimerez.

## Biographie
Née en 1932 dans le 7e arrondissement de Paris, elle est la fille et le troisième enfant d'un sous-gouverneur d'une banque, et la petite-fille d'Adéodat Boissard. 
À 22 ans, elle publie son premier roman sous son nom d'épouse Janine Oriano : Driss, qui connaît le succès. Sur les conseils de Jean-Claude Brisville, elle écrit un polar, B comme Baptiste, publié en 1971 dans la collection Série Noire de Gallimard. Un autre polar, OK Léon, publié en 1972, est adapté au cinéma sous le titre OK patron, film sorti en 1974. Elle change ensuite de registre, et commence une série littéraire intitulée L'Esprit de famille, dans laquelle elle parle davantage d'elle. C'est un succès populaire. Elle continue ensuite à écrire, chacun de ses livres se vendant à plusieurs dizaines de milliers d'exemplaires, créant un lectorat qui lui est fidèle,.
Elle a également écrit plusieurs scénarios pour la télévision et le cinéma.

## Œuvres
- L’Esprit de famille, tome 1 : Les Secrets du bonheur, Fayard, 1979  (ISBN 9782253022176)
- L’Esprit de famille, tome 2 : L'Avenir de Bernadette, Fayard, 1980  (ISBN 9782253026242)
- L’Esprit de famille, tome 3 : Claire et le bonheur, Fayard, 1981  (ISBN 9782253027140)
- L’Esprit de famille, tome 4 : Moi Pauline, Fayard, 1981  (ISBN 9782213009285)
- L’Esprit de famille, tome 5 : Cécile la poison, Fayard, 1984  (ISBN 9782213013633)
- L’Esprit de famille, tome 6 : Cécile et son amour, Fayard, 1984  (ISBN 9782213014319)
- Une femme neuve, Fayard, 1980  (ISBN 9782213008790)
- Rendez-vous avec mon fils, Fayard, 1982  (ISBN 9782213011165)
- Une grande petite fille, Fayard, 1992  (ISBN 9782213028439)
- Une femme en blanc, Robert Laffont, 1983  (ISBN 2221100905) (prix Jackie-Bouquin)
- Belle-grand-mère, Fayard, 1983
- Belle-grand-mère 2 : Chez Babouchka, Fayard, 1984
- Belle-grand-mère 3 : Toi, mon pacha, Fayard, 1999  (ISBN 2253148881)
- Vous verrez… vous m'aimerez, Livre de poche, 1987  (ISBN 978-2253047100)
- Une femme réconciliée, Fayard, 1986  (ISBN 9782213017167)
- Croisière, Fayard, 1988  (ISBN 9782213020730)
- Croisière, tome 2 : Les Pommes d'or, Fayard, 1989  (ISBN 9782253051213)
- Trois femmes et un empereur, Fixot, 1989  (ISBN 9782876450509)
- L'Amour, Béatrice, Fayard, 1991  (ISBN 9782213026428)
- La Reconquête, Fayard, 1990  (ISBN 9782213024400)
- Cris du cœur, Albin Michel, 1991  (ISBN 978-2226053534)
- Chez Babouchka, Belle-grand-mère, Fayard, 1994  (ISBN 9782213592237)
- Boléro, Fayard, 1995  (ISBN 9782213594033)
- Bébé couple, Fayard, 1997  (ISBN 9782213598284)
- Marie-Tempête, Pocket, 1999  (ISBN 978-2266091589)
- Toi mon pacha, Fayard ,1999  (ISBN 9782213602929)
- La Maison des enfants, Robert Laffont, 2000  (ISBN 2-221-08921-9)
- Charlotte et Millie, Robert Laffont, 2001  (ISBN 2-221-08502-7)
- Priez pour petit Paul, Fayard, 2001  (ISBN 9782213608341)
- Recherche grand-mère désespérément, Fayard, 2002  (ISBN 9782213613628)
- Histoire d'amour, Robert Laffont, 2003  (ISBN 2-221-09833-1) (BNF 39007862)
- Belle-grand-mère 4 : Allô, Babou… viens vite ! On a besoin de toi, Fayard, 2004  (ISBN 9782213618630)
- La Chaloupe, tome 1 : Le Talisman, Robert Laffont, 2005  (ISBN 2-221-09935-4)
- La Chaloupe, tome 2 : L'Aventurine, Robert Laffont, 2005  (ISBN 2-221-10352-1)
- Laisse-moi te dire, Fayard, 2006  (ISBN 9782213625126)
- Allez France !, Robert Laffont, 2006,  (ISBN 978-2-221-10837-6)
- Je serai la princesse du château, Pocket, 2007  (ISBN 978-2266174985)
- Ne pense pas Pocket 2006  (ISBN 9782266174985)
- Malek, une histoire vraie, Fayard, 2008  (ISBN 9782213633787) [[4]
- Un amour de déraison, Pocket, 2009  (ISBN 2266185071)
- Loup, y es-tu ?, Robert Laffont, 2009  (ISBN 978-2-221-11302-8)
- Sois un homme, papa, Fayard, 2010  (ISBN 978-2-213-65165-1)
- Parce que c'était écrit..., Pocket , 2010,  (ISBN 978-2-266-19975-9)
- N'ayez pas peur, nous sommes là, Flammarion, 2011  (ISBN 978-2-0812-4706-2)
- Une vie en plus, Fayard, 2012  (ISBN 978-2-213-66296-1)
- Histoire d'amour Édition retrouvées ,2012,  (ISBN 978-2-365590-24-2)
- Chuuut !, Laffont, 2013  (ISBN 978-2-221-13146-6)
- Belle Arrière-grand-mère, Fayard, 2014  (ISBN 978-2-213-67239-7)
- Au plaisir d'aimer, Flammarion, 2015  (ISBN 978-2-08-134368-9)
- Voulez-vous partager ma maison ?, Fayard ,2016,  (ISBN 978-2-213-68682-0)
- Une femme, le roman d'une vie, Flammarion,2016 ,  (ISBN 978-2-0813-8695-2)
- La Lanterne des morts, Fayard, 2017  (ISBN 978-2-213-70453-1)
- Dis, t'en souviendras-tu ?, Fayard, 2018
- Les quatre filles du docteur Moreau, Fayard, 2018
- Toi, Pauline, Fayard, 2019
- Puisque tu m'aimes, Fayard, 2020
- Roses de sang, roses d'Ouessant, 2021
- Ne pleure plus, Marie, Fayard, 2021
- Quand la belle se réveillera, Fayard, 2022
- Elle parlait aux fleurs, Fayard, 2023

## Filmographie

### Cinéma
- 1979 : L'Esprit de famille, film français réalisé par Jean-Pierre Blanc, adaptation du roman éponyme
- 1979 : Les Givrés, film français réalisé par Alain Jaspard, scénario original de Janine Boissard et Albert Kantof

### Télévision
- 1979 : Miss, série télévisée française, scénario et dialogue sous le nom de Janine Oriano, réalisée par Roger Pigaut, avec Danielle Darrieux
- 1982 : L'Esprit de famille, série télévisée française réalisée par Roland-Bernard, adaptation par Janine Boissard de son roman éponyme
- 1997 : Une femme en blanc, mini-série réalisée par Aline Issermann adaptation du roman éponyme
- 1998 : Belle grand-mère, téléfilm réalisé par Marion Sarraut, adaptation du roman éponyme
- 2000 : Marie-Tempête, téléfilm réalisé par Denis Malleval, adaptation du roman éponyme
- 2001 : Belle Grand-mère 2,  réalisé par Marion Sarraut, adaptation des romans Belle Grand-mère et Chez Babouchka
- 2003 : La Maison des enfants, mini-série réalisée par Aline Issermann (auteur)
- 2005 : Une famille pas comme les autres, téléfilm réalisé par Édouard Molinaro, adaptation du roman Recherche grand-mère désespérément